# Кройцриглер, Мартин
Мартин Кройцриглер (нем. Martin Kreuzriegler; родился 10 января 1994 года, Австрия) — австрийский футболист, защитник норвежского футбольного клуба «Волеренга».

## Клубная карьера
Мартин Кройцриглер воспитанник «Райхраминг» и «АКА Линц». 1 июля перешёл в «Блау-Вайсс Линц». За клуб дебютировал в матче против «Лустенау 07». 1 июля 2013 года стал свободным агентом, но уже 20 сентября вернулся в «Блау-Вайсс Линц». Всего за клуб сыграл 30 матчей.
1 июля 2014 года перешёл в «Хорн». За клуб дебютировал в матче против «Санкт-Пёльтена». Всего за «Хорн» сыграл 27 матчей.
1 июля 2015 года перешёл в «Аустрию (Лустенау)». За клуб дебютировал в матче против «Винер-Нойштадта». Всего за «Аустрию (Лустенау)» сыграл 13 матчей.
1 июля 2016 года перешёл в «Флоридсдорф». За клуб дебютировал в матче против «Ваккер Инсбрук», где забил гол. В матче против того же клуба получил красную карточку на 93-й минуте. Всего за «Флоридсдорф» сыграл 35 матчей, где забил два мяча.
1 июля 2017 года перешёл в «Хибернианс». За клуб дебютировал в матче против футбольного клуба «ФКИ Таллинн». Свой первый гол забил в ворота клуба «Гзира Юнайтед». Всего за «Хибернианс» сыграл 32 матча, где забил один мяч.
1 июля 2018 года вернулся в «Блау-Вайсс Линц». За клуб дебютировал в матче против «Винер-Нойштадта». 18 апреля получил травму лодыжки и выбыл на неделю. Свой первый гол забил в ворота «Янг Вайолетс». В матче против «Рида» оформил дубль. Всего за «Блау-Вайсс Линц» сыграл 52 матча, где забил 6 мячей.
25 июня 2020 года перешёл в «Саннефьорд». За клуб дебютировал в матче против футбольного клуба «Сарпсборг 08». В матче против клуба «Стрёмсгодсет» получил две жёлтые карточки. Свой первый гол забил в ворота «Бранна». Всего за «Саннефьорд» сыграл 51 матч, где забил 2 мяча.
25 января 2022 года перешёл в «Видзев». За клуб дебютировал в матче против «Арки», где вышел на замену на 79-й минуте. Свой первый гол забил в ворота «Заглембе (Люблин)» с пенальти на 33-й минуте.
В июле 2023 года подписал контракт с клубом «Волеренга» сроком до 2024 года. Дебютировал за новую команду 17 сентября в чемпионате Норвегии против «Олесунн».

## Карьера в сборной
Играл за молодёжные сборные Австрии, где сыграл 7 матчей.

## Достижения
- Участник Суперкубка Мальты: 2017